# Линна, Вяйнё
Вя́йнё Ли́нна (фин. Väinö Linna; 20 декабря 1920, Урьяла, Финляндия — 21 апреля 1992, Кангасала, Финляндия) — финский писатель, крупнейший прозаик страны.

## Биография

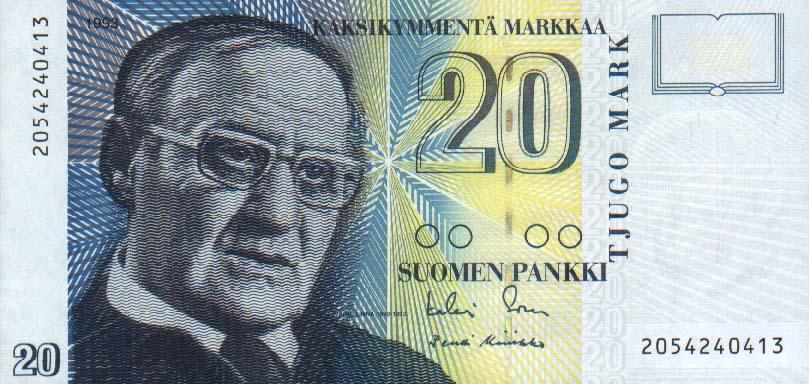

Родился 20 декабря 1920 года в деревне Урьяла (область Пирканмаа, Финляндия) в семье мясника. В середине 1930-х годов окончил школу. Работал на ткацкой фабрике в городе Тампере.
В 1940 году был призван в армию и участвовал в Советско-финской войне. Тогда же начал делать заметки о своих впечатлениях. После окончания Второй мировой войны начал писать исторические романы. Публиковался с 1947 года.
В 1954 году был издан принесший ему славу роман «Неизвестный солдат», проникнутый антивоенным духом. Затем Вяйнё Линна написал трилогию «Здесь, под Северной звездою» о событиях гражданской войны в Финляндии, пытаясь этим спровоцировать начало непредвзятого обсуждения прошлого страны.
Книги писателя были экранизированы — например, «Здесь, под Полярной звездой» (1968) и «Аксели и Элина» (1970), — и не по одному разу («Неизвестный солдат» — трижды). Портрет Вяйнё Линна был изображён на купюре в 20 финских марок.